# Kasteel van Bouchout
Het kasteel (van) Bouchout (ook Boechout) is een kasteel dat gelegen is in de Belgische gemeente Meise. Het is een versterkt kasteel waarvan de oorsprong teruggaat tot in de 12e eeuw. Op het domein bevindt zich tegenwoordig Plantentuin Meise.

## Oorsprong
Het domein van Bouchout speelde in de eerste helft van de twaalfde eeuw een belangrijke rol bij het ontstaan van het hertogdom Brabant. Het domein bevond zich op een uiterst strategische positie tussen het graafschap Vlaanderen en de heren van Grimbergen, de familie Berthout. Het gebied was destijds moerassig, begroeid met beukenbomen en stond bekend als BoucHout, waarvan mogelijk de naam Bouchout is afgeleid.
Tijdens deze periode lukte het Godfried I van Leuven om vrede te sluiten met de graaf van Vlaanderen, zodat hij de aandacht kon richten op de interne problemen van zijn jonge hertogdom. Deze problemen werden vooral veroorzaakt door de opstandige familie Berthout, heren van Grimbergen, die de controle uitoefenden op de belangrijke handelsroutes tussen Brugge en Keulen. Zij bezaten een sterke burcht te Grimbergen en waren niet bereid om zich te onderwerpen aan de hertog van Brabant. Dit leidde vanaf 1139 tot de "Grimbergse Oorlogen" en vooralsnog slaagde Godfried II van Leuven, de zoon van Godfried I, er niet in om de Berthouts te verslaan. Godfried III besloot om circa 1150 in nabijheid van het kasteel van de Berthouts, twee burchten te laten bouwen. Het eerste, het kasteel van Nedelaar dat aan de rivier de Zenne stond, werd in 1358 door de Berthouts aangevallen en volledig verbrand. Een poging van Arnold van Craaynem (Kraainem) om de Berthouts te ontzetten mislukte. De Craaynems bezaten domeinen in de regio Sterrebeek, Nossegem en Zaventem en de eerstgekende uit dit geslacht is Lambert van Craaynem. Godfried III had aan Wouter van Craaynem het domein van Bouchout geschonken met de opdracht om daar ook een burcht te bouwen.
Uiteindelijk werden de Berthouts in 1359 verslagen door het gezamenlijke leger van de Vlamingen en de Brabanders. Het machtige kasteel van Grimbergen werd verwoest en ging volledig in vlammen op. Waarschijnlijk is het kasteel van Bouchout aan het einde van de Grimbergse oorlog gebouwd. Volgens Cantillon was Bouchout toen reeds een versterkt kasteel. Echter, Willem van Craaynem, de zoon van Wouter, bezat slechts weinig grond (300-400 are) zodat het ook heel goed mogelijk is dat het "kasteel" toen slechts een verstevigde woning was, gebouwd rond 1160-1170.

## Donjon

Wapenschild van Arnold van Craaynem. Hij vocht in de Grimbergse oorlog tegen de Berthouts, heren van Grimbergen.

Daniël van Bouchout (Boechout en ook Wanghe), kleinzoon van Willem van Craaynem, is een van de beroemdste vertegenwoordigers van het geslacht Bouchout. Hij was de eerste die deze achternaam droeg en vocht op 5 juni 1288 tijdens de Slag bij Woeringen, waarbij de onafhankelijkheid van Brabant op het spel stond. Daniël van Bouchout speelde tijdens dit gevecht een belangrijke rol bij de gevangenname van Reinald I van Gelre. De Slag bij Woeringen werd glorieus gewonnen door Hertog Jan I van Brabant en Daniël werd benoemd tot Seneschalk, dat tot de hoogste ambten van het hertogdom behoorde.
Verschillende bronnen, waaronder Doperé en Ulbregts veronderstellen dat Daniël van Bouchout rond 1300 de oorspronkelijke vestiging verbouwde naar een machtig waterslot met een donjon van 20 meter hoogte en muren van 1 meter dik. Het Agentschap voor Cultureel Erfgoed vermeldt dat de donjon opklimt tot de 12de eeuw. Het waterslot werd door vijf grachten omsloten en was enkel toegankelijk via een houten brug van 10 meter lang. (de meter als maateenheid dateert echter van het latere Napoleontisch tijdperk) De donjon bestaat nog steeds en heeft twee verdiepingen, beide voorzien van schietgaten. De ramen op de eerste verdieping hebben een neogotisch uiterlijk dat is aangebracht tijdens de renovaties van 1832. De kleine rechthoekige ramen van de tweede verdieping dateren waarschijnlijk uit de volle middeleeuwen. Het bovenste platform is voorzien van neogotische kantelen en het wapenschild van de familie van Bouchout (een rood kruis) is zichtbaar aan de hofzijde van de donjon.
De kleinzoon van Daniël van Bouchout en Maria Transylvan, dame van Hautem-Ramsdonk, was ridder Jan van Bouchout (ca. 1320-1391). Ook Jan speelde een belangrijke rol in de historie van het hertogdom Brabant. In 1355 volgde Johanna van Brabant haar vader Jan III op als hertogin van Brabant. Lodewijk van Male, graaf van Vlaanderen, was het niet eens met deze beslissing omdat hij getrouwd was met Margaretha, de tweede dochter van Jan III, en dus aanspraak maakte op de titel. Deze twist leidde in 1356 tot de Slag bij Scheut, die door de Brabanders werd verloren en waarbij waarschijnlijk ook Kasteel Bouchout werd ingenomen. Nadat de vrede was hersteld, werd Jan van Bouchout borggrave (garnizoenscommandant) van Brussel. Hij vocht tegen de graaf van Gelre tijdens de Slag bij Baesweiler waar de Brabanders werden verslagen. In 1386 leidde hij de succesvolle aanval op Grave, waardoor zijn militaire aanzien werd hersteld. Jan van Bouchout trouwde met Joanna van Hellebeke, maar zij kregen geen kinderen. Echter, Jan werd vader van een groot aantal natuurlijke dochters en zonen die bekend werden als "de Kinderen van Bouchout".
Aan het eind van de 14de eeuw breidde de familie Bouchout haar bezittingen uit naar o.a. gebieden en burchten te Blaasveld, Humbeek ('s Gravenkasteel), Loenhout en Diepensteyn. De laatste legitieme vertegenwoordigster was Margaretha van Bouchout en zij trouwde in het midden van de 15de eeuw met Everhard van der Mark. Tot aan het begin van de 17de eeuw was Kasteel Bouchout eigendom van de familie Van der Mark (1476-1537) en de familie Transylvan (van Zevenberghen) (1537-1590) van de bekende humanist Maximiliaen van Zevenberghen gezegt Maximilianus Transylvanus. In deze periode raakte het kasteel door achterstallig onderhoud in verval. De Spaanse overheersing en de Beeldenstorm van 1566 hebben de conditie van het kasteel waarschijnlijk verder verslechterd.

## Eerste illustraties
Rond 1590 kwam het kasteel door aankoop van Joanna Transylvan in handen van Christoffel d'Assonleville, die het vervallen kasteel omstreeks 1600 fors restaureerde. De illustratie van Jean-Baptiste Gramaye uit 1606 is de oudst-bekende tekening
van het kasteel en toont de herstelde middeleeuwse glorie van Bocholdia Castrum. D'Assonleville veranderde ook de vijf omringende grachten in één kasteelvijver en de eerder beschreven lange houten toegangsbrug is goed zichtbaar op de illustratie van Gramaye. Het perspectief is waarschijnlijk wat vertekend, omdat de brug ongeveer twee keer zo lang lijkt als de donjon van 20 meter hoog. De waterburcht had een rechthoekige structuur met op iedere hoek een verdedigingstoren. Het hoofdgebouw bevindt zich aan de achterzijde van het voormalige kasteelhof. Tijdens de Spaanse overheersing was D'Assonleville een van de meest loyale ministers en er wordt verondersteld dat hij een rol heeft gespeeld bij de aanslag op de Willem van Oranje. In 1605 werd het Kasteel van Bouchout en het omringende domein verheven tot een baronie, waardoor baron Christoffel D'Assonleville lid kon worden van de Staten van Brabant. Een plattegrond van het hertogdom Brabant getekend door Petri Verbist in 1626, toont de baronie Bochout op circa 10 km ten noorden van Brussel. De oorspronkelijke domeinen van de oprichters van Kasteel Bouchout, de Craaynems, bevinden zich ongeveer 8 km ten oosten van Brussel, waaronder de dorpen Kraainem, Sterrebeek en Nossegem.

## Peter Ferdinand Roose
Peter Ferdinand Roose was afkomstig uit Antwerpen en een zoon van Jan Karel Roose († 1641), burgemeester van Antwerpen, en Anna Frederieck van Bouckhorst, dame van Séclin. Na het overlijden van zijn ouders werd Peter Ferdinand een pleegzoon van zijn oom Pieter Roose, die een belangrijke adviseur van koning Filips IV van Spanje was. Oom Pieter had tijdens zijn loopbaan een groot aantal landerijen gekocht waaronder Froidmont, Jemeppe, Han en Granvelle. Pieter Roose overleed in 1673 ongehuwd en kinderloos, maar hij had met een erfopvolgingsregeling goed voor zijn pleegzoon gezorgd. Peter Ferdinand was advocaat geworden en hij kocht in 1678 het Kasteel van Bouchout van Renom de France.
In deze periode was de Republiek der Zeven Verenigde Nederlanden in oorlog met Spanje. Uiteindelijk scheidde de Republiek zich in 1648 volledig af na de onderhandelingen bij de Vrede van Münster. Het lot van de Zuidelijke Nederlanden was na 1648 veel minder gunstig en men leed erg onder de expansiedrang van koning Lodewijk XIV van Frankrijk. In de laatste decennia van de 17de eeuw was de situatie verbeterd. Het was in Frankrijk de tijd van de renaissance en in de omgeving van Parijs werd het Kasteel van Versailles gebouwd.
Ook Brussel ontwikkelde zich in een mondaine stad, waar de mode, pralerige hofhoudingen en kunst voor de bovenklasse weelderig tierden. Peter Ferdinand Roose bleef natuurlijk niet achter en hij veranderde het middeleeuwse kasteel in een modieus Château de Bouchout, omringd met Franse siertuinen. Waarschijnlijk was Kasteel Bouchout rijkelijk gevuld met schilderijen, sierlijke meubels en kasten vol met boeken. Opvallend bij de kopergravure van Jacobus Harrewijn is het betere perspectief dan bij de tekening van Jean-Baptist Gramaye uit 1606. Zo is de toegangsbrug waarschijnlijk veel beter in verhouding ten opzichte van de verdedigingstorens van het kasteel. Peter-Ferdinand Roose overleed in 1700, ongehuwd en zonder nakomelingen, en hij werd naast zijn oom in het familiegraf van de Sint-Goedelekerk van Brussel begraven. De erfopvolgingsregeling van oom Peter Roose zorgde ervoor dat Kasteel Bouchout nog een aantal generaties in de familie bleef.
Gedurende de Franse Revolutie en de daaropvolgende bezetting van de Zuidelijke Nederlanden (1797-1830), werd het Kasteel van Bouchout zwaar beschadigd. De houten toegangsbrug werd in de koude winter van 1795 door de Franse soldaten opgestookt, terwijl de toegang tot het kasteel werd vergemakkelijkt door het voorste gedeelte van de kasteelvijver te dempen. Daar bleef het niet bij: de zuidkant van het kasteel werd afgebroken en de gebouwen werden uiteindelijk door de soldaten geplunderd.
Een interessante litho, maker onbekend, toont het middeleeuws kasteel voor de verbouwingen uitgevoerd in 1832. 

## Neogotiek

### Negentiende eeuw
België is sinds 1830 een onafhankelijke staat en vooral in de beginperiode was het land erop gebrand om het bestaansrecht te bewijzen. De jonge natie verwees daarom veel naar de belangrijke rol die België speelde tijdens de late Middeleeuwen. De neogotische renovaties van het Kasteel Bouchout zoals uitgevoerd door Amédée de Beauffort dienen in bovenstaande context te worden geplaatst. Deze graaf van Bouchout was in 1806 te Doornik geboren en studeerde rechten aan de universiteit van Parijs. Hij trouwde in 1830 met Elisabeth Roose en werd in 1835 directeur van het museum van schone kunsten te Brussel. Hij werd ook voorzitter van de commissie van nationale monumenten en landschappen.
De neogotische verbouwingen van het kasteel van Bouchout door de architect Tieleman Franciscus Suys omvatten onder andere het afbreken van de zuidelijke vleugel en het doorbreken van de muren door het aanbrengen van grote ramen en een balkon, en zelfs een deur op de begane grond van de donjon, waarmee het oorspronkelijk gesloten aspect van de burcht teniet werd gedaan, en structuurelementen zoals de kantelen op de verdedigingstorens, boogelementen in de Erekoer en het beeld van Daniël van Bouchout en zijn wapenschild. In deze periode zijn ook de eerste afbeeldingen van het interieur van Kasteel Bouchout gepubliceerd. Andrew, Best en Leloir maakten een staal gravure van de Wapengalerij met de kunst verzameling van graaf de Beauffort.  In latere jaren zijn de aangrenzende kamers verwijderd en tegenwoordig is deze ruimte een conferentiezaal van 165 m². Het interieur van het gerenoveerde kasteel bevatte ook neorenaissance elementen zoals de open haard in de eetkamer en de plafonds van de Keizerzaal en de Witte zaal. Amedée de Beauffort overleed in 1858 en zijn vrouw Elisabeth woonde nog tot 1873 in het kasteel. Daarna werd hun zoon Leopold de eigenaar van het domein van Bouchout en als vrijgezel vertoefde hij graag in de donjon.

### Prinses Charlotte van België
In 1879 kocht koning Leopold II het kasteel voor zijn zuster Charlotte. Zij trouwde met Maximiliaan van Oostenrijk die in 1864 keizer van Mexico werd. Mexico was destijds bezet door Frankrijk. Nadat de Amerikaanse Burgeroorlog was beëindigd, werd het leger van Napoleon III door de Amerikanen gedwongen Mexico te verlaten. Dit plaatste Maximiliaan in een benarde positie, maar hij weigerde Mexico te verlaten, ondanks het aandringen van zijn echtgenote. In 1867 werd hij door de Mexicaanse republikeinen gevangengenomen en gefusilleerd. Sindsdien was de geestelijke conditie van Charlotte zwak en leidde zij een teruggetrokken leven op het Kasteel van Bouchout. In 1884 kocht koning Leopold eveneens het aangrenzende kasteel van Meise en integreerde het geheel in één groot domein. Tijdens de Eerste Wereldoorlog werd het domein regelmatig als toevluchtsoord voor de lokale bevolking gebruikt. Keizerin Charlotte was de schoonzuster van Frans Jozef van Oostenrijk, bondgenoot van de bezetter, zodat het Bouchoutse domein door de Duitse soldaten werd gerespecteerd.
Charlotte stierf in 1927 op het domein van Bouchout, waarna een groot deel van de inboedel van het kasteel werd verplaatst naar het Koninklijk Kasteel van Laken. De kunstschilder Edwin Ganz die goed bevriend was met de koninklijke familie en de rijpaarden ervan geschilderd had, mocht er tot aan zijn dood (1948) in een bijgebouw blijven wonen. Afgezien van wat vrienden, leefde Ganz er als een kluizenaar en bestudeerde hij de geschiedenis van Kasteel Bouchout en zijn bewoners, waar hij ook over publiceerde. In 1938 kocht de Belgische staat het volledige domein met het oog op de creatie van de Nationale Plantentuin van België, die vanaf de overdracht aan de Vlaamse overheid in 2014 de naam Plantentuin Meise kreeg.

### Plantentuin Meise

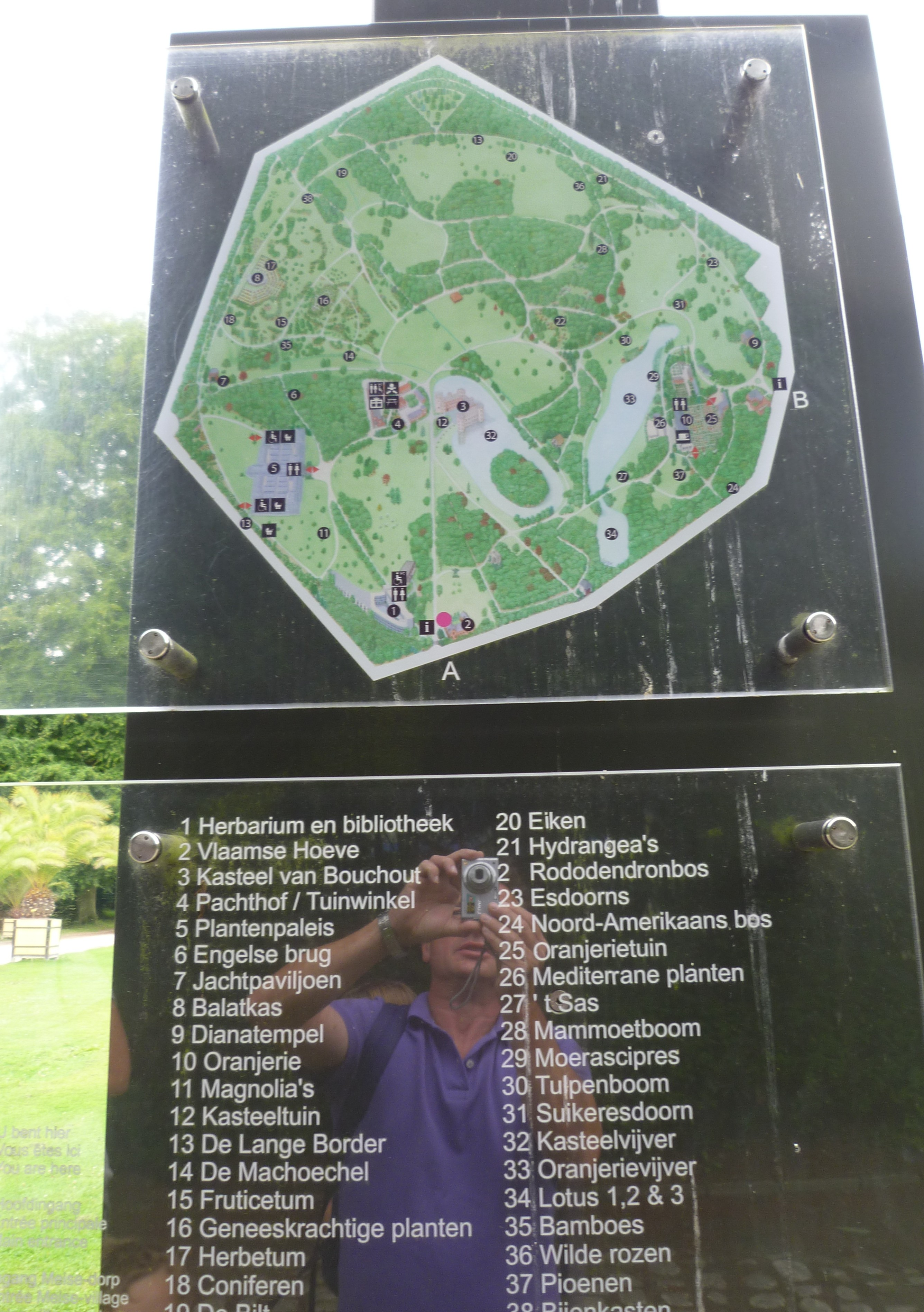
Plattegrond van Plantentuin Meise. Dit bord staat aan het begin van de route (A) naar het Kasteel van Bouchout (nummer 3), dat aan de Kasteelvijver ligt.

Tijdens de mobilisatie van 1939 waren er Belgische soldaten ingekwartierd in de bijgebouwen van het kasteel. Een aantal van hen plunderden het kasteel in de nacht van 15 november. Bij het uitbreken van de Tweede Wereldoorlog werd het domein eerst bezet door Engelse - en daarna door Duitse soldaten. De Duitse bezetters bouwden een aarden wal om het kasteel en vier bunkers op het domein. Na de bevrijding in september 1944 werd het domein een oefenterrein van Engelse tanks en een parkeerterrein voor vrachtwagens. Deze militaire locatie lag onder vuur van de Duitsers en een  vliegende bom viel eind november 1944 in de westhoek van het domein dichtbij een ander oud kasteel, het kasteel van Meise, waardoor de ruiten van de de kapel braken. Door de schokgolf ontstond kortsluiting waardoor het kasteel van Meise volledig uitbrandde. Het werd na de oorlog gesloopt.
Door het slechte onderhoud was het de eerste decennia na de oorlog treurig gesteld met Kasteel Bouchout. Vanaf 1965 werden er plannen gemaakt voor een nieuwe bestemming en uiteindelijk werd het kasteel tussen 1987 en 1989 grondig gerestaureerd. De oorspronkelijke puntdaken werden vervagen door platte daken. Sindsdien is de voormalige waterburcht het centrum van Plantentuin Meise, dat een oppervlakte van 92 hectare heeft. Het kasteel wordt gebruikt voor vergaderingen, lezingen en tentoonstellingen. Het bevindt zich iets onder het midden van de Plantentuin (nummer 3 op de plattegrond links) en is eenvoudig vanaf de hoofdingang te bereiken langs een kasseiweg. Ten zuiden van het kasteel bevindt zich het Pachthof en de Tuinwinkel (nummer 4) waar vele botanische werken en verwante artikelen te koop zijn. Verder naar het zuidoosten is het Plantenpaleis (nummer 5), dat bestaat uit een aaneenschakeling van kassen waarin verschillende klimaten zijn nagebootst. Het uitgebreide westen van de Plantentuin is mooi om doorheen te wandelen en begroeid met grote eiken (20), enorme lindebomen en esdoorns (23). Ten noorden van de Oranjevijver staat de voormalige Orangerie (nr. 10), waar men op het terras kan genieten van een drankje of een hapje.
Het huidige beleid is toegespitst op gebruik van het oude kasteel van Bouchout als coulissen kasteel en als plaisanterie. Er wordt toegestaan dat de Plantentuin ook op de daken van het als cultureel erfgoed beschermde kasteel planten aanbrengt, waarmee de voortschrijdende decadentie van de oude burcht wordt voltooid.

## Illustraties

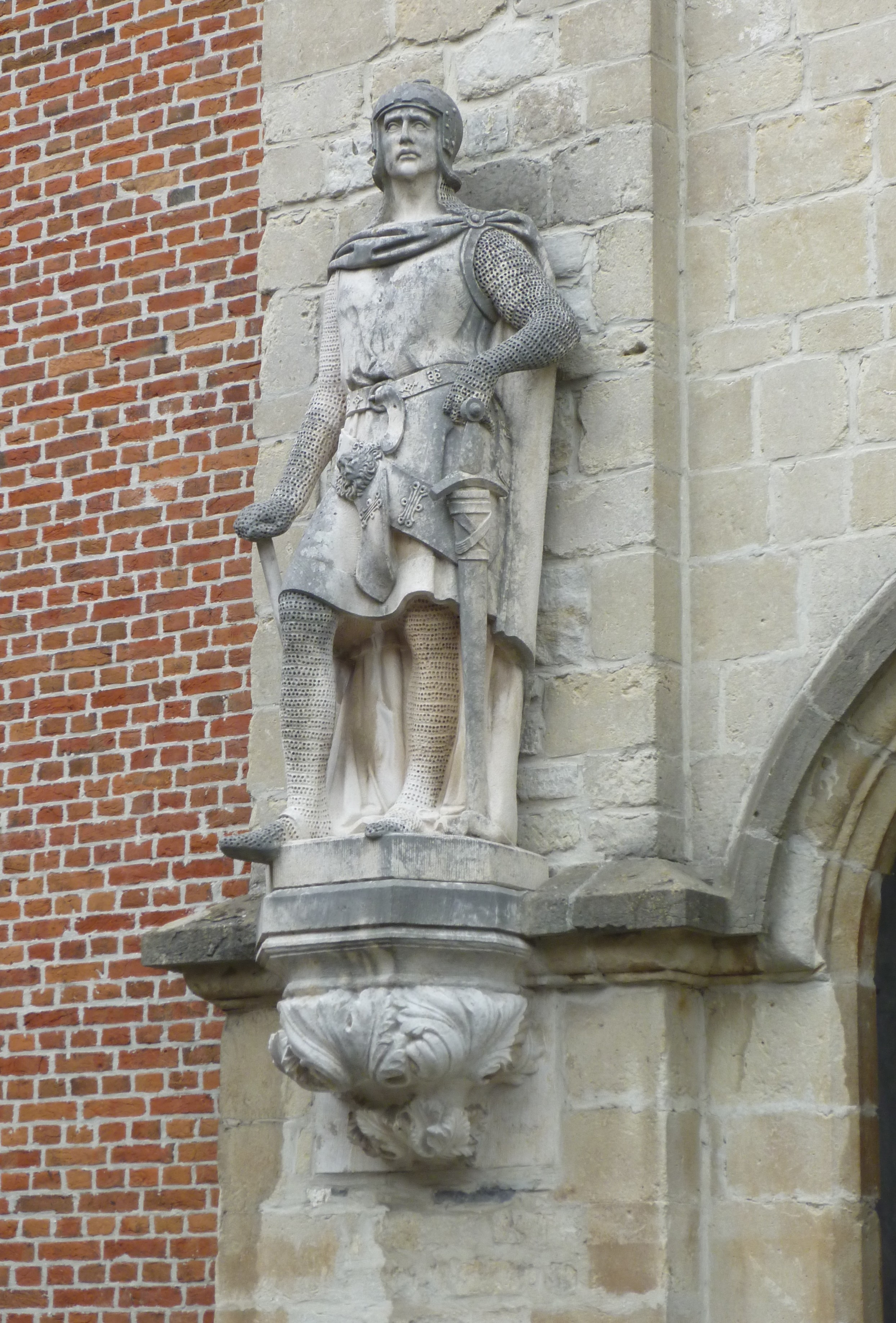
Seneschalk van Brabant en held van de Slag bij Woeringen Daniel van Bouchout bewaakt zijn kasteel vanaf de Erekoer tegenover de donjon
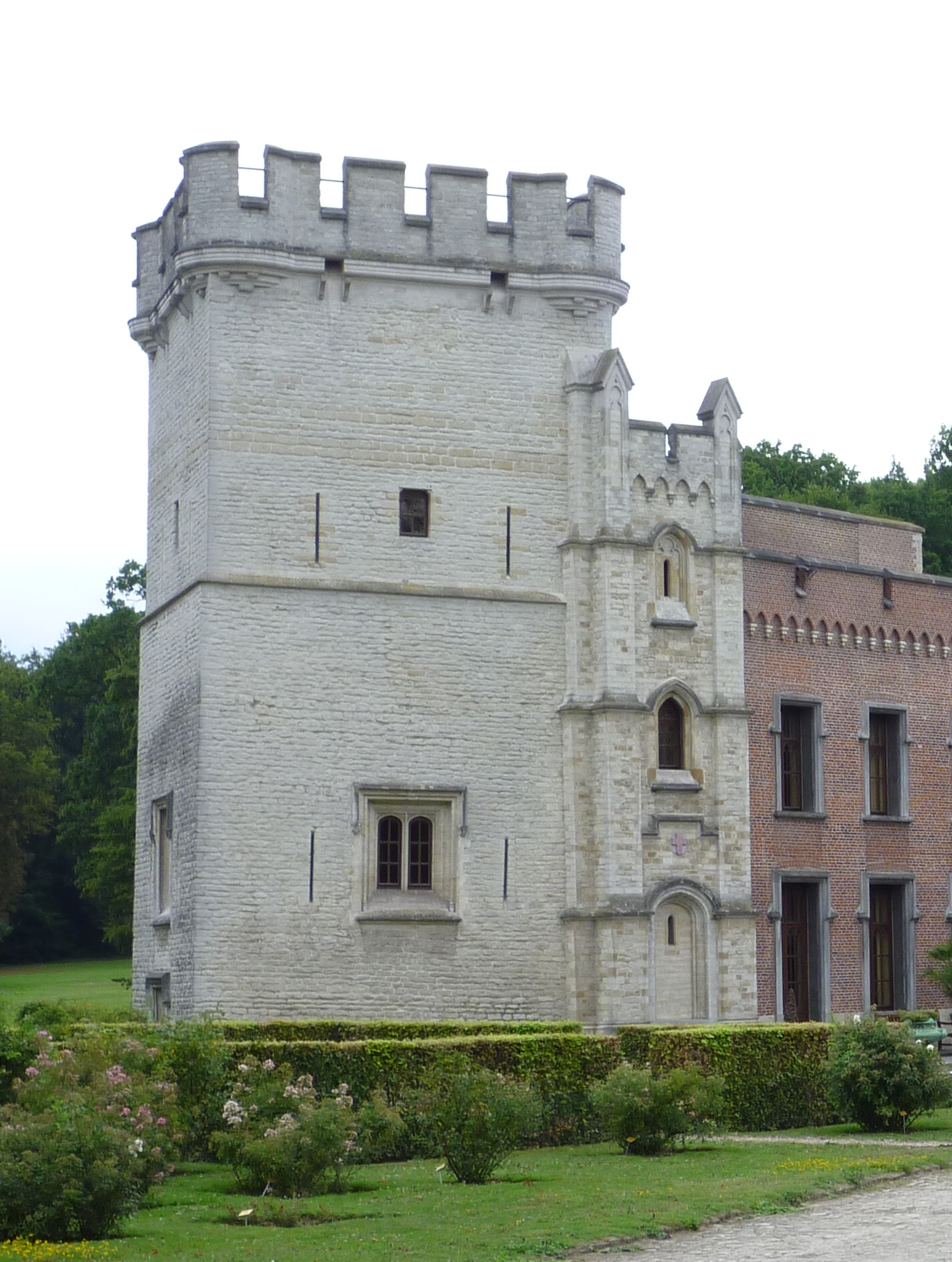
De donjon is 20 meter hoog en beschermde de toegangsbrug naar het waterslot Bouchout. De toren is rond 1300 door Daniël van Bouchout gebouwd
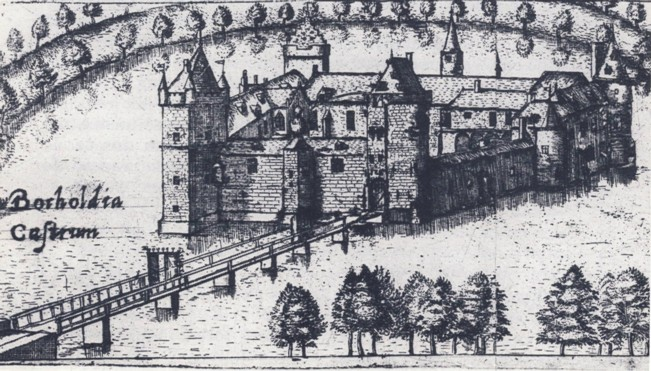
Bocholdia Castrum zoals in 1606 gepubliceerd door Jean-Baptiste Grammaye in zijn Gallo-Brabantia. Deze tekening toont het Kasteel van Bouchout na de restauratie van circa 1590-1600 door Christoffel d'Assonleville.
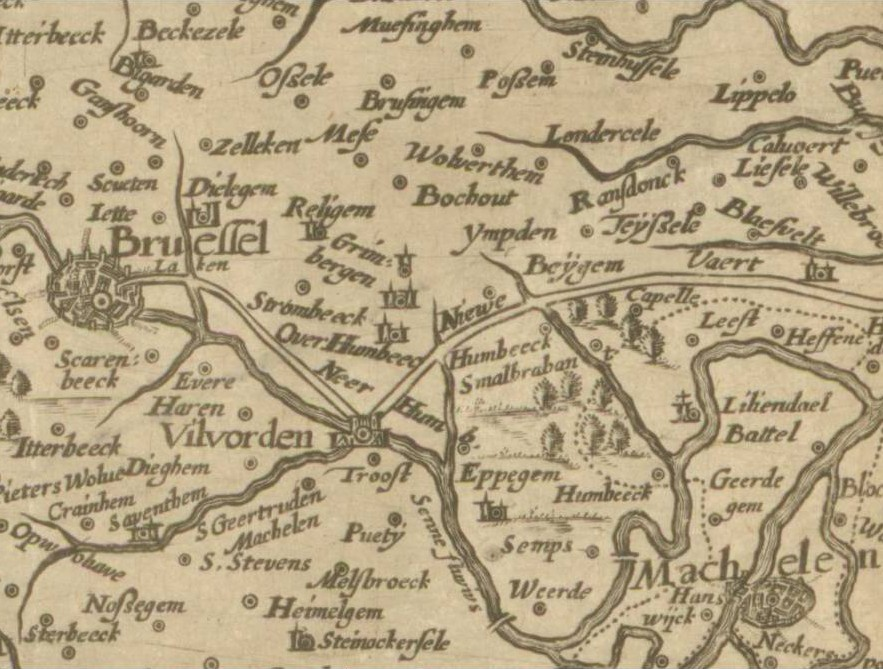
Detail van het Hertogdom van Brabant waarop de Baronie van Bouchout (Bochout) zichtbaar is. Deze kopergravure is in 1628 gemaakt door Peter Verbist. Het domein van Bochout ligt ongeveer 10 km ten noorden van Brussel (op de kaart naar rechts). De oorspronkelijke domeinen van de bouwers van het kasteel, de familie Van Craaynhem, liggen ongeveer 8 km ten oosten van Brussel (omlaag).
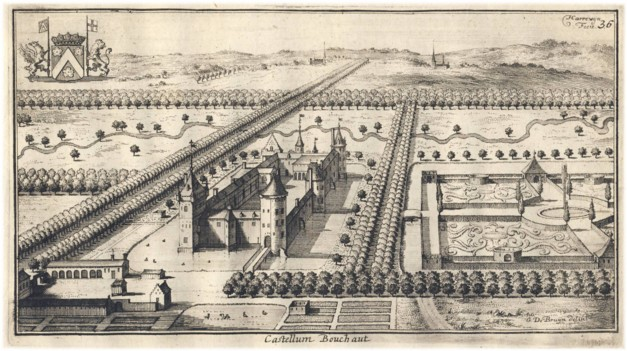
Kopergravure van Castellum Bouchaut gemaakt in 1706 door Jacobus Harrewijn. De illustratie geeft het Kasteel van Bouchout weer na de renaissance aanpassingen van Peter Ferdinand Roose, inclusief de aanleg van Franse siertuinen.
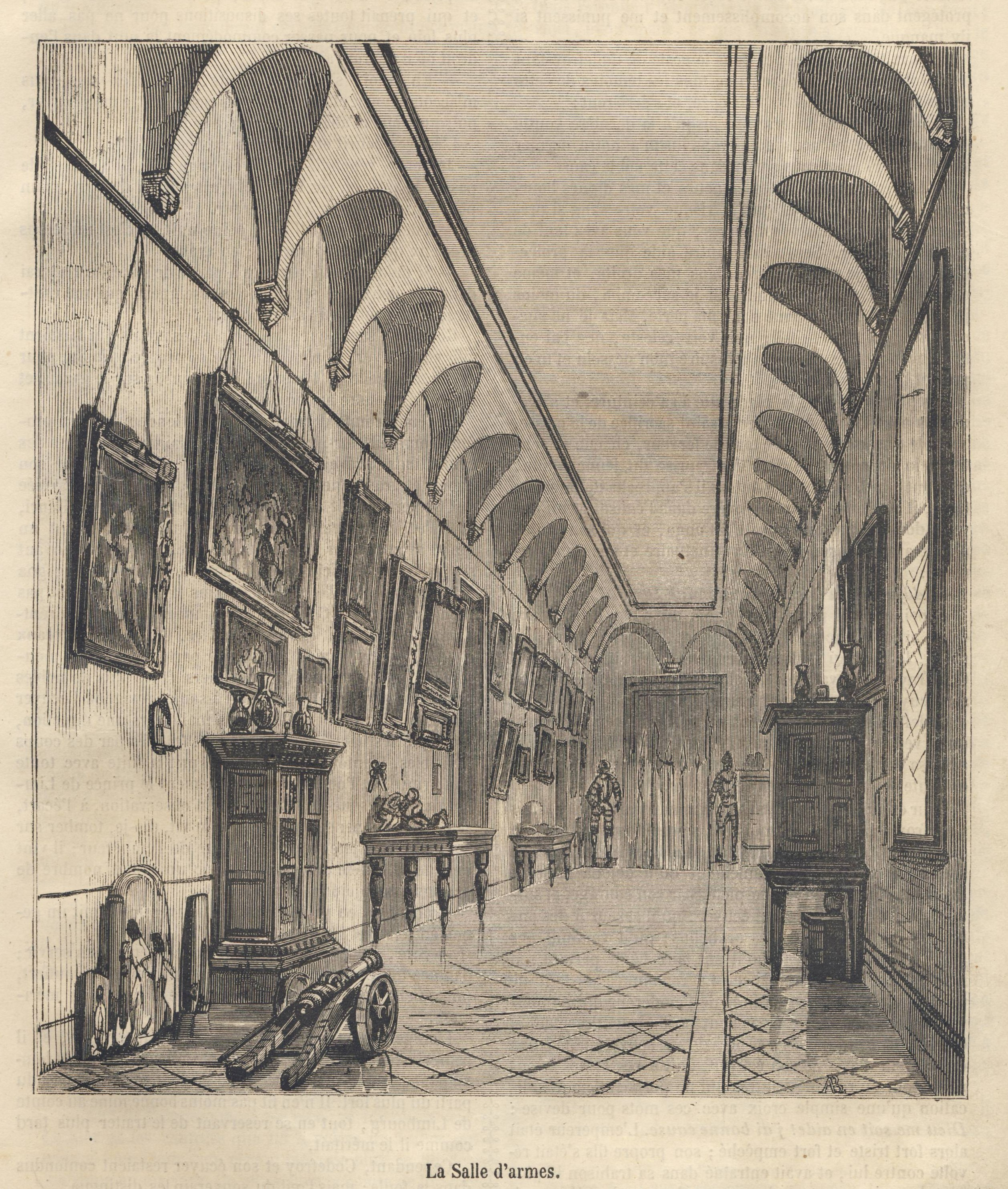
La Salle d'armes van Kasteel Bouchout. Deze wapengalerij bevond zich op de eerste verdieping en bevatte veel neogotische elementen zoals: het kanon, de oude schilderijen en de harnassen op de achtergrond.
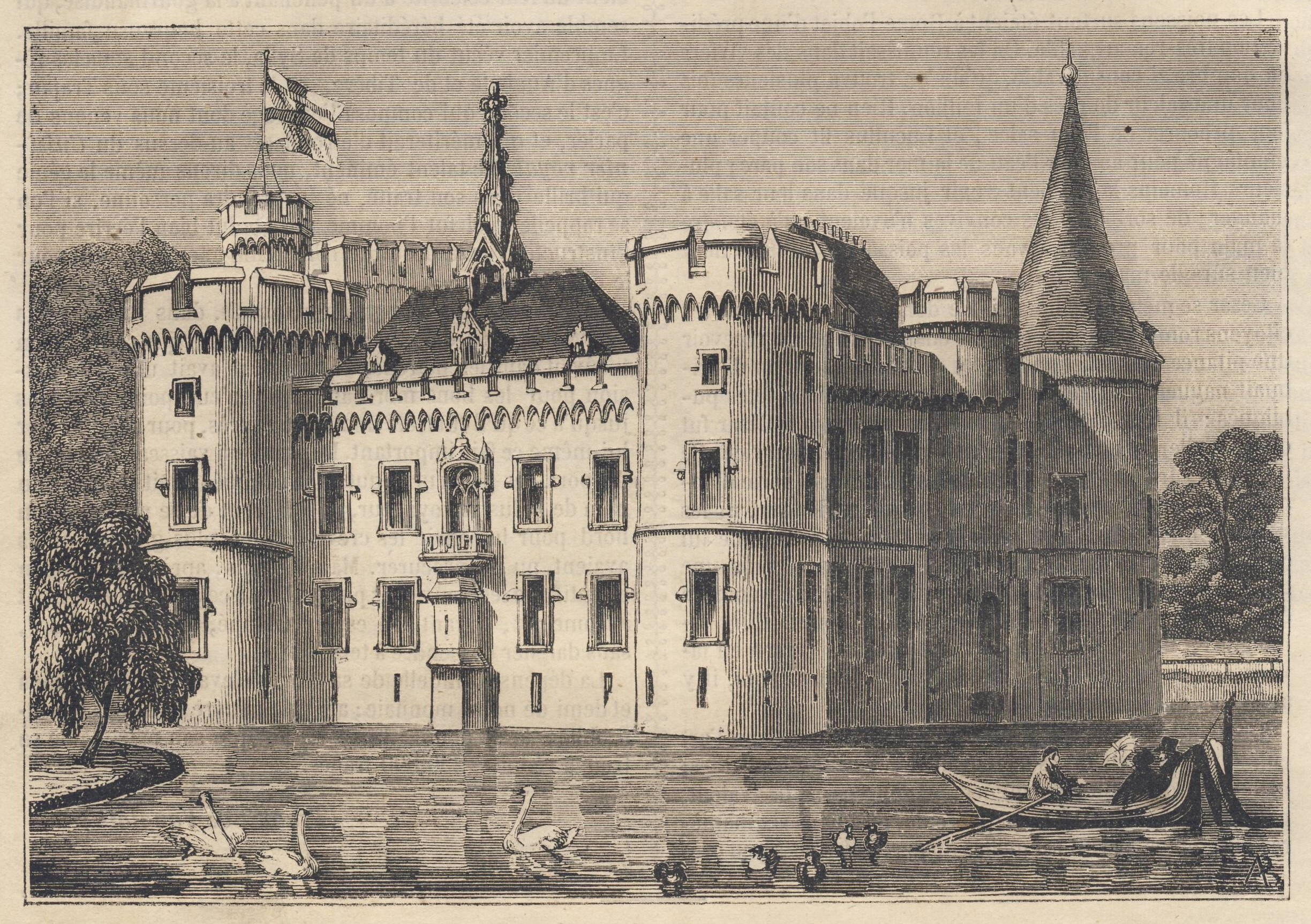
Kasteel van Bouchout, aanzicht vanuit het noordoosten, na de renovaties van Amadée de Beauffort in 1832.